# Lampe électrique

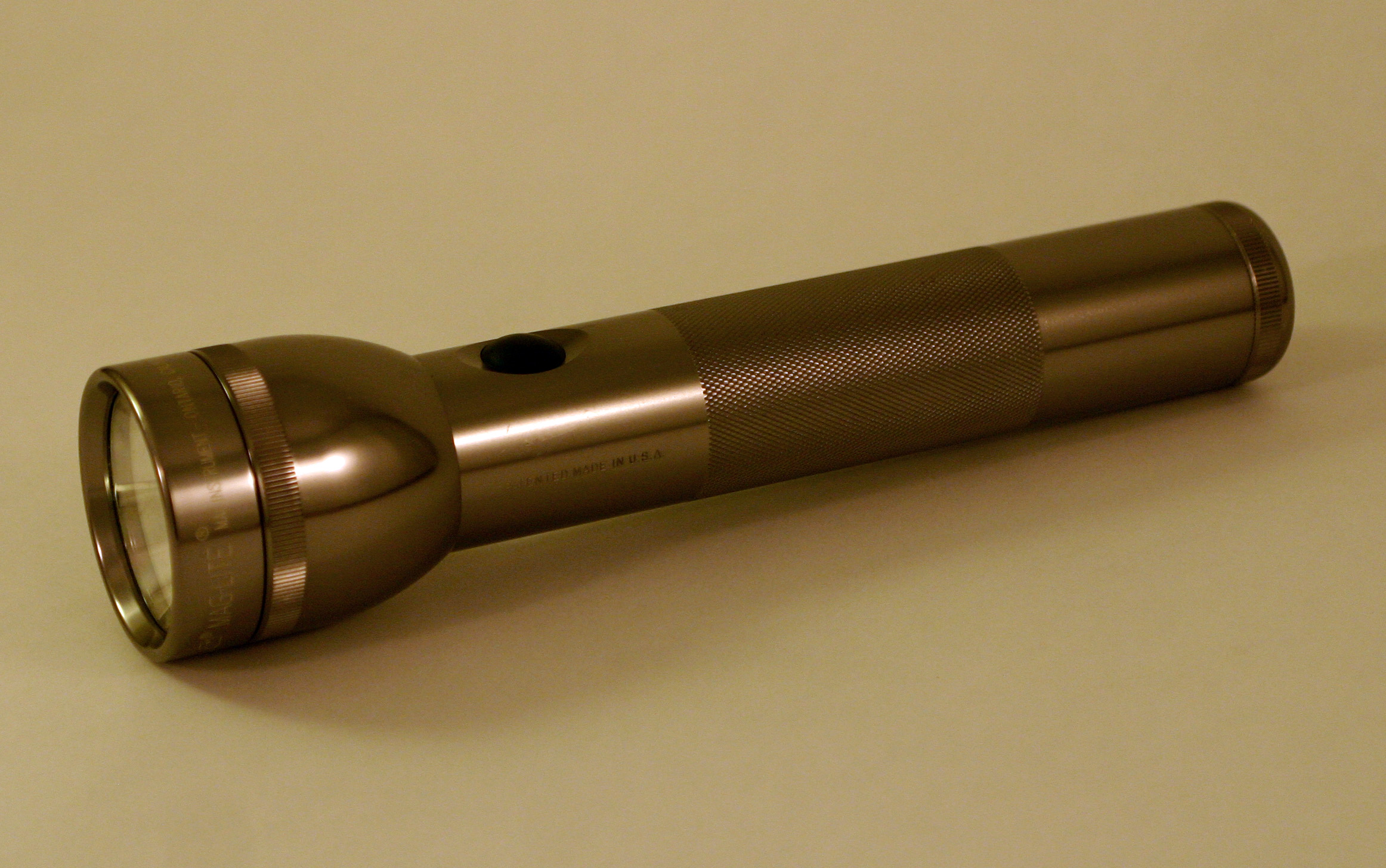
Lampe électrique de poche type torche (Maglite).

Une lampe électrique est un luminaire portatif électrique, fonctionnant avec des piles ou une batterie d'accumulateurs, qui a supplanté progressivement la lampe à pétrole et la lampe à acétylène entre la fin du XIXe siècle et le milieu du XXe siècle.
Une lampe électrique de faibles dimensions peut se dire lampe de poche, tandis qu’une lampe cylindrique dirigeant un faisceau lumineux dans l'axe s'appelle aussi lampe torche.

## Histoire

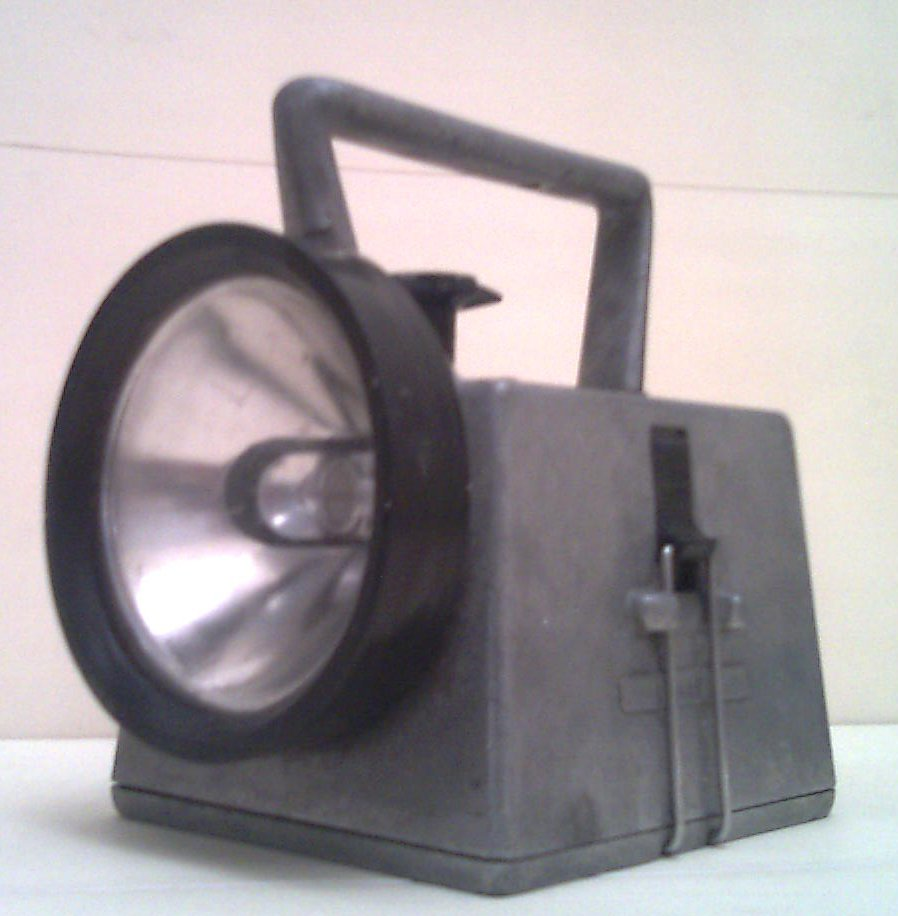
Lampe électrique portative des chemins de fer britanniques

La lampe électrique portative est à l'origine une lampe à incandescence fonctionnant avec une électricité basse tension. D'une part les piles et accumulateurs donnent une faible tension par élément, et d'autre part, il est plus facile de fabriquer une lampe à incandescence à basse tension. La puissance qu'on obtient par effet Joule est égale au carré de la tension divisé par la valeur de la résistance. Pour une même puissance, une faible tension impose donc une faible résistance. Cette faible résistance s'obtient avec un filament plus gros et plus court, donc plus facile à fabriquer et en général plus robuste.
La lampe électrique est rapidement adoptée dans le chemin de fer et se diffuse dans le public, proposée par les industriels fabricants de piles comme Wonder en France. Pour améliorer l'efficacité de la lampe, un réflecteur parabolique concentre les rayons dans une direction.
Au XXIe siècle les lampes électriques utilisent des diodes électroluminescentes, d'efficacité lumineuse incomparablement supérieure. Leur faible consommation permet, à l'occasion, de remplacer piles et batteries par une petite dynamo actionnée à la main.

## Usages particuliers

### Lampe frontale
La lampe frontale s'attache sur le front ou sur le casque de protection, donnant un éclairage toujours dans l'axe de la tête. Autrefois à acétylène, c'est aujourd'hui presque toujours une lampe électrique.

### Lampe deux et trois feux
Dans le chemin de fer, la lampe électrique, alimentée par une batterie, est souvent munie d'un ou deux filtres permettant un faisceau blanc pour l'éclairage, un rouge et quelquefois un vert pour la signalisation.